# BP-4653
La carretera BP-4653 és una carretera antigament considerada provincial (d'on la P de la seva numeració), i pertanyent a la demarcació de Barcelona, d'on la B amb què comença. Travessa els termes municipals de Prats de Lluçanès, Olost, Sant Martí d'Albars, altre cop Olost, Sant Martí d'Albars de nou, Perafita i Sant Agustí de Lluçanès, a la comarca del Lluçanès.
La carretera arrenca del centre de Prats de Lluçanès, al costat sud de la Plaça de Cal Xiquet, i surt d'aquesta vila cap a llevant. Després d'una sèrie de revolts, en 5 quilòmetres arriba a Santa Creu de Jutglar, on troba el trencall, cap al nord, de la carretera BV-4342. Continua cap a llevant, fins a la cruïlla d'on arrenca cap al sud-est la carretera BV-4405; aleshores, la BP-4653 trenca cap al nord-est, i en 5 quilòmetres més arriba a Perafita. Després d'aquest poble, al cap de 2,5 quilòmetres, troba l'arrencada cap al sud-est de la carretera BV-4601. Continua la BP-4653 cap al nord, i en 3,5 quilòmetres més arriba a la cruïlla d'on surt cap a ponent la carretera BV-4341, i, de seguida, al cap de 300 metres, una altra cruïlla d'on surt cap al sud-est la carretera BV-4608. Tot seguit, en poc més d'un altre quilòmetre, ja dins del terme de Sant Agustí de Lluçanès, arriba al Collet de Sant Agustí, on enllaça amb la carretera BP-4654.